# فولدرفايد
فولدرفايد هي بحيرة متاخمة بهولندا، تم إنشاءها عام 1967.